# فيلهلم فون جايل
فيلهلم موريتز إيغون فريهر فون غايل (4 فبراير 1879 - 7 نوفمبر 1945) قاضيا ألمانيا وسياسيًا في حزب الشعب الوطني الألماني (DNVP).

## سيرة شخصية
ولد في كنيغسبرغ العاصمة البروسية محافظة بروسيا الشرقية (اليوم كالينينغراد، روسيا )، ودرس القانون في جامعات برلين، غوتنغن وبون. في عام 1909 أصبح مدير Ostpreussische Landgesellschaft، مجتمع مستوطنة لشرق بروسيا. 
بعد استقالة المستشار فون بابن في 17 نوفمبر، فقد جايل منصبه بتعيين حكومة كورت فون شليشر في 3 ديسمبر 1932. توفي في بوتسدام بعد وقت قصير من نهاية الحرب العالمية الثانية.

## المنشورات
- Ostpreußen unter fremden Flaggen - Ein Erinnerungsbuch an die ostpreußische Volksabstimmung vom 11. جولي 1920 ، Königsberg 1940.

## المؤلفات
- فولفغانغ فون دير جروبن: فيرزيخنيس دي ميتجليدير ديس كوربس ساكسونيا زو جوتنجن 1844 م، 2006، دوسلدورف 2006

## روابط خارجية
- فيلهلم فون جايل على موقع مونزينجر (الألمانية)